# Četník se žení
Četník se žení je francouzský komediální film z roku 1968, třetí díl série francouzských filmů o četnících.

## Děj
Jednoho dne, když strážmistra Cruchota na silnici předjede neukázněná řidička bílého Mustangu, okamžitě se dává do pronásledování. Když jen najde zaparkovaný automobil před policejní stanicí, zjišťuje, že patří jedné vdově po policejním prefektu. Oba dva se do sebe okamžitě zamilují. Situace se opět komplikuje kvůli Nicol, když Cruchot své nové lásce poví, že je ještě maličká holčička. Ale vše dopadá dobře, dokonce dvojitou svatbou.

## Obsazení
| Louis de Funès    | strážmistr Ludovic Cruchot (v části filmu štábní rotmistr, označený ale jako podporučík) |
| Michel Galabru    | rotmistr Jérôme Gerber (v průběhu filmu povýšen do hodnosti štábního rotmistra)          |
| Jean Lefebvre     | závodčí Lucien Fougasse                                                                  |
| Christian Marin   | závodčí Albert Merlot                                                                    |
| Guy Grosso        | závodčí Gaston Tricard                                                                   |
| Michel Modo       | závodčí Jules Berlicot                                                                   |
| Geneviève Gradová | Nicole Cruchotová                                                                        |
| Claude Gensac     | Josépha Cruchotová                                                                       |
| Mario David       | Fredo Řezník                                                                             |
| Nicole Vervil     | Cécilia Gerberová                                                                        |
| Yves Vincent      | zkoušející plukovník (na vycházkové uniformě označen jako podplukovník)                  |
| France Rumilly    | sestra Klotilda                                                                          |
| Yves Barsacq      | řidič                                                                                    |
| Nicole Garcia     | dívka na sešlosti u Joséphy                                                              |
| Maurizio Bonuglia | Nicolin přítel                                                                           |
| Bernard Lavalette | učitel tance                                                                             |
| Dominique Davray  | učitelka tance                                                                           |
| Jean Ozenne       | prefekt                                                                                  |

## Natáčení

### Četník a květen 68
„Byli v Saint-Tropez, byli v klidu, vydělávali peníze, natáčeli se na slunci, s nohama ve vodě... a všichni se báli, co se děje v Paříži! “
- Richard Balducci, 2005.
Natáčení začalo 20. května 1968 v plánovaném termínu. Produkce nepovažovala za vhodné natáčení odložit, protože země byla několik týdnů rozrušená a zablokovaná stávkami a revoltami v květnu 1968, a představovala si, že Saint-Tropez nebude zasaženo, protože je to samostatné město, prázdninové letovisko, daleko od Paříže. První dny natáčení probíhaly v poklidné atmosféře. Producent Gérard Beytout potvrdil Grosovi a Modovi, kteří uvízli v Paříži, že se natáčení uskuteční: překonali nedostatek benzinu a za tři dny se vydali do Saint-Tropez, kde se po příjezdu dozvěděli, že se koná schůze odborů, na které se uvažuje o stávce.
Francouzský filmový průmysl se tehdy zapojil do národního hnutí: v pařížských ateliérech nebo při natáčení se do stávky zapojili kameramani, technici a herci. Technici z Paříže, kde se 23. května přestalo natáčet, přijeli přesvědčit četníky, aby se oženili a vstoupili do stávky. V solidaritě s ostatními francouzskými stávkujícími se členové posádky postupně stáhli. Politické diskuse se přenesly i do pracovní doby. Natáčení se zpomalilo. Stejně jako Louis de Funès byl i tento producent nepřátelsky naladěn vůči stávce, protože se obával finančních ztrát v případě přerušení natáčení.

Většina natáčení ve Francii, francouzských i zahraničních, byla již přerušena, ochromena stávkami nebo nedostatkem benzínu. Schůzka, na níž se rozhodovalo o zastavení natáčení, se konala za přítomnosti prvního a druhého štábu, všech řemeslníků, ve vile pronajaté produkcí, kde se všichni vyjádřili. Christian Marin vzpomíná, že „v jednu chvíli de Funès řekl něco jako „no, já nevím. Když udeříš ty, udeřím i já, když ty ne, neudělám to ani já.“ A jeho žena řekla: „Louisi, já nevím. „A jeho žena řekla: „Louisi! Jeho žena řekla: „Louisi!“ a naznačila mu, aby se uklidnil. Producent oznámil štábu, že pokud budou stávkovat, nebude jim nadále platit honoráře a pronájmy. Louis de Funès vyhrožuje, že na své příští filmy nenajme stávkující. Stávka byla nakonec odhlasována.
Louis de Funès se nadále každý den dostavoval na líčení, aby dal najevo svůj nesouhlas, a staral se pouze o svůj film. Francouzský herecký svaz mu nařídil stávku. Jean Girault ho nepřesvědčil, aby přestal pracovat, a tak zavolal Danielu Gélinovi, který byl na dovolené v Saint-Tropez. Tento herec, starý přítel Louise de Funèse, kterého uvedl do kin, mu poradil, aby přestal být tvrdohlavý. Louis de Funès se 24. května připojil ke stávkujícím. Četník se žení byl pravděpodobně posledním filmem, který se v té době ve Francii ještě natáčel. Beytout přesto vystřelil několik ran s neútočícími hráči, aby uklidnil své spolupracovníky.
„Louisi, i Američané, kteří natáčejí ve Francii, solidárně stávkují... Herci vašeho filmu stávkují, technici většinou stávkují, nepracují rekvizitáři... a vy... a vy natáčíte! Říkám ti, že ze sebe děláš hlupáka!
- Mám všechny ty lidi rád, ale nemám tolik práce!
- Mluvte vážně, Louisi, de Gaulle tu není. Pokud se levice dostane k moci, bude to jako čistka. Pamatuj si to... A budou na tebe ukazovat! “
- Diskuse mezi Danielem Gélinem a Louisem de Funèsem o stávce.
Stávka - podle Michela Galabrua „příjemná stávka na účet výrobce“ - probíhá v příjemné prázdninové atmosféře, pod sluncem. Někteří členové týmu, kteří neměli k dispozici ubytování, se ubytovali u Macha Mérila, jiní ve velmi elegantním hotelu Byblos. Stávkující jsou sami v odlehlém Saint-Tropez bez turistů. Majitelé obchodů, kteří nemají zákazníky, jim prodávají své zboží. Celý štáb - herci, technici, kameramani, komparzisté - tráví dny na pláži nebo u bazénu. Členové posádky jsou pobaveni tímto rozporem mezi stávkou, dělnickým hnutím, a jejím prostředím, luxusním přímořským letoviskem. Marin vypráví: „Mezi pařížským rachotem a diletantstvím v Tropez jsme trávili hodně času na pláži. V té době se zdálo, že de Funès skutečně bublá. Modo upozorňuje, že schůzka, na níž se rozhoduje o stávce, se koná v luxusní vile v Parcs de Saint-Tropez, nejbohatším místě ve městě. Galabru vzpomíná, že k nim přijel slavný režisér v doprovodu krásné dívky v nablýskaném sportovním autě, aby je vyzval ke stávce.
Podle Jeana-Paula Schwartze se atmosféra po několika dnech zhoršila, zejména kvůli ztrátě výdělku stávkujících. Šířily se zvěsti, že producent hodlá přesunout natáčení do Itálie, aby film dokončil bez francouzských techniků, což už udělali všichni američtí producenti, kteří plánovali natáčení ve Francii na jaře 1968. Byla uspořádána schůze, na které se rozhodovalo o pokračování stávky. Velkolepý Michel Galabru osočuje členy štábu a jejich extrémně levicovou rétoriku - zejména o nízkých platech ve francouzské kinematografii - v rozporu s jejich současnými pracovními podmínkami v Saint-Tropez a jejich platy. Výrobce vyhrožuje, že pokud bude stávka pokračovat, nikomu nezaplatí. Natáčení filmu Četník se žení bylo obnoveno 6. června po tajném hlasování štábu, v němž bylo 46 hlasů proti 26 hlasům pro ukončení stávky. Delegace vedená předsedou filmových odborů CGT Denysem de La Patellièrem, který právě režíroval de Funèse ve filmu Tetovaný, přišla marně prosazovat rozhodnutí odborů. Natáčení dalších francouzských filmů bylo obnoveno až 10. června, den poté, co filmové odbory dosáhly zvýšení mezd.
Natáčení se odehrává v Saint-Tropez v oblasti Var. A zejména v obcích Grimaud, Cogolin a La Motte. Josefina vila je soukromý objekt Villa Rebijoye, který se nachází na výšinách zálivu Saint-Tropez.

## Původní soundtrack
Hudbu k filmu složil, stejně jako k celé sérii, Raymond Lefebvre.
Paul Mauriat, který kvůli svému pracovnímu vytížení odmítl složit hudbu k prvnímu filmu, ale podílel se s Raymondem Lefebvrem na hudbě k filmu Četník v New Yorku (oba dlouho spolupracovali), opět nechal svého parťáka, aby složil hudbu k filmu sám: stejně tomu bude i u dalších filmů série.
Soundtrackové album k filmu Četník se žení vyšlo v roce 2010, čtyřicet sedm let po uvedení filmu a dva roky po smrti Raymonda Lefèvra.